# Parque nacional Monte Jim Crow
Monte Jim Crow es un parque nacional en Queensland (Australia), ubicado a 531 km al noroeste de Brisbane.
Se encuentra cerca de la vía entre Rockhampton y Yeppoon. Un camino en el bosque conduce hasta la cima, el pico ofrece también muchas oportunidades para escalada de rocas.